# الخروج من إفريقيا
الخروج من إفريقيا (بالإنجليزية: Out of Africa)‏ فيلم أمريكي من إنتاج عام 1985، مقتبس عن الرواية الذاتية للكاتبة الدانمركية البارونة كارين بيلكسن، أخرجه سيدني بولاك الذي حاز على أوسكار أفضل مخرج لإخراجه الفيلم. يحكي الفيلم عن تاريخ استقرار الأوروبيين في القارة السمراء تحديدا في كينيا في فترة 1914-1931، حيث مثلت النجمة ميريل ستريب دور البارونة التي رشحت لأوسكار أفضل ممثلة بجانب الممثل روبرت ريدفورد. حاز الفيلم على 7 جوائز أوسكار من بينها لأفضل فيلم لعام 1985، أفضل مخرج، سيناريو وموسيقى. كما حاز على 3 غولدن غلوب. كما دخل في قائمة 100 عام...100 عاطفة التابعة لمعهد الفيلم الأمريكي.

## القصة
يبدأ الفيلم بظهور البارونة كارين ميريل ستريب وقد تقدمت بها السن في الدنمارك حيث تسترجع ذكرياتها حين كانت تعيش في أفريقيا (1914 – 1931). ومن دون أن تدري تتركز الذكريات على ديني فينش وهو صياد أسود يقوم بدوره روبرت ريدفورد. كانت قد التقت به حين وصلت إلى أفريقيا لتبدأ حياة جديدة حيث كانت تخطط لبدء مشروع مزرعة دواجن وألبان بالاشتراك مع الزوج لكن الأمور لم تسر كما كانت تخطط لها.
فالزوج الذي يدعي الثراء يتبين أنه يعاني من ضائقة مالية فيستخدم أموال زوجته لشراء مزرعة للبن بدلاً من مزرعة دواجن وألبان. وبدلاً من الاهتمام بالمشروع الجديد يقضي معظم وقته في ملاحقة النساء.
منذ البداية، فالزواج جاء لتحقيق مصالح معينة. فهي ثرية تريد زوجاً من طبقة النبلاء على الرغم من معرفتها المسبقة بأنه زير نساء. أما هو فيريد الوصول إلى ثروة زوجته مهما كلف الأمر.
في ظل هذه المشاعر المتناقضة تكتشف البارونة أنها تستلطف الصياد، على الرغم من أنها حاولت أن تقنع نفسها بالزوج اللعوب وتحبه لكن مغامراته المجنونة كانت تمنعها من التمادي في إجبار نفسها على حبه.
تكتشف البارونة أنها مصابة بمرض الزهري وأن المرض قد انتقل إليها من الزوج فتقرر السفر إلى الدنمارك أملاً بالشفاء عن طريق تناول عقار جديد.
وبالطبع فالقصة تتحدث عن عقار اكتشف عام 1910 أي قبل اكتشاف البنسلين أو أي من المضادات الحيوية المعروفة اليوم.
استلطاف وحب بعد شفائها من المرض الخبيث تعود إلى أفريقيا وتتطور علاقة الاستلطاف مع الصياد إلى نوع من الحب، تحاول جاهدة أكثر من مرة بناء علاقة متينة دائمة لكنها تدرك في النهاية أن من الصعب ترويض دينيس. تماماً كما هي الحال مع أفريقيا نفسها فترويضه هو المستحيل بعينه.
فالرجل يعشق البساطة في الحياة، يعشق الطريقة الأفريقية في التعامل مع الحياة ومع الآخرين، الطريقة البدائية التي يتعامل بها أفراد قبيلة الماساي وليس الطريقة الأوروبية التي تعتمد على البهرجة وحب التملك.
كان دينيس كثيراً ما ينتقد كارين حين تتحدث عن العمال في مزرعتها وكأنهم جزء من ممتلكاتها، وعن الآخرين من أبناء البلاد الأصليين وكأنهم ليسوا من البشر.
كثيراً ما كانت تدافع عن نفسها بالقول إنها نشأت على هذه الأفكار وليس من السهل عليها أن تتغير بين ليلة وضحاها.
من الواضح أن دينيس لم يكن مستعداً ليكون طرفاً في علاقة ثابتة كما أنه لم يكن مستعداً للتخلي عن عشقه للحرية وللبساطة التي نشأ عليها
في ذلك الوقت بدأت فكرة إنشاء مدرسة مجانية تراود البارونة المنفصلة روحياً عن زوجها، والعاجزة في الوقت نفسه عن بناء علاقة ذات معنى مع الصياد عاشق الحرية والبساطة.
فكرت في إنشاء مدرسة لتعليم أطفال المنطقة القراءة والكتابة والحساب وتعليمهم أيضاً الطريقة الأوروبية في الحياة، أما دينيس فكان يخالفها الرأي لاعتقاده أنه يجب ترك أطفال أفريقيا لذويهم فهم المسؤولون عن تعليمهم طريقتهم في الحياة، وليس الحياة الأوروبية.
بين عشق الصياد للحرية وعدم الارتباط والبساطة في الحياة من جهة، والزوج المشغول في ملاحقة النساء من جهة ثانية تعيش كارين بين نارين. تتألم وحدها فيسيطر عليها شعور بأن أحداً لا يهتم بمشاعرها، وسط هذه المشاعر المضطربة تصلها أخبار عن موسم ممتاز لمحصول البن في مزرعتها لكن حريقاً ليلياً يلتهم كل شيء فتصاب المزرعة بكارثة حقيقية تأتي على كل المحصول الذي استثمرت فيه كل ما لدى عائلتها من أموال.
تحاول الحصول على قرض من عدة مصارف لكن أياً منها لم يقبل المغامرة، وفي لحظة يأس تذهب إلى مسؤول حكومي كبير فيوافق على إعطائها ملجأ لمئات من العمال الذين كانوا يعملون لديها وتعتقد أنهم من ممتلكاتها الخاصة.
تصاب بخيبة أمل كبيرة فتقرر العودة إلى بلادها وبالطبع فهي في حاجة إلى بيع ممتلكاتها وكل ما في البيت الكبير الذي تسكنه، تجمع تلك الأشياء الثمينة في إحدى الغرف تمهيداً لبيعها، في تلك الأثناء يأتي الصياد لزيارتها في المنزل الذي أفرغته من كل ما كان فيه من أثاث وأغراض ثمينة فتقول له: الآن بت أوافقك الرأي، هكذا يمكن أن تُحل الأمور، كنتَ على حق، فتشرح له كل ما تتذكره عن اللحظات الجميلة التي مرت عليها في حياتها، آه كم كانت الحياة جميلة ولكن عندما أدركت ذلك الجمال ها أنا أستعد للرحيل، لترك كل الأشياء الجميلة ورائي، أعتقد أني سأكون قادرة على تحمل مفاجآت المستقبل.
وبينما هي مستغرقة في حديث الذكريات الجميلة يمسك بها ويراقصها على صوت زقزقة العصافير، يقول لها إنه مضطر إلى مغادرة المنطقة لكنه سيعود بعد أيام قليلة لمرافقتها إلى مومباسا في طريقها إلى بلادها عن طريق البحر.
لكن القدر يفاجئها مرة أخرى إذ يموت دينيس في تحطم طائرته، وكأن شعب الماساي قد تنبأ بموته فهم يعتقدون أن الموت سوف يأتيهم بمجرد قبولهم التخلي عن حريتهم المطلقة.
وفي أثناء الدفن كان من المتوقع أن تحمل كارين حفنة من التراب وتنثرها على النعش حسب الطريقة المتبعة في أوروبا. تلكأت قليلاً لم تستطع أن تفعل كما تعلمت منذ الصغر. أشاحت بوجهها وراحت تبعثر شعرها بأصابعها وكأنها تريد أن تطلقه عالياً في الهواء تماماً كما يفعل أبناء القبائل الأفريقية.
وبموت دينيس رافقها فرح رئيس الخدم في المنزل الكبير إلى محطة القطار الذي سيأخذها إلى مومباسا ومنها غادرت إلى الدنمارك حيث استقرت.
وبعد فترة تسلمت رسالة من صديق يقول فيها إن العديد من أبناء قبيلة الماساي أبلغوا المسؤول المحلي بأنهم شاهدوا أكثر من مرة.. عند شروق الشمس وغروبها، الأسود وهي تدور حول قبر دينيس فوق تلة نوكونغ.
قرأت الرسالة فراحت تتمتم بينها وبين نفسها أن دينيس يحب أن تحيط به الأسود، يجب أن أتذكر حتى أبلغه بالأمر حين أعود إلى أفريقيا. لكنها لم تعد أبداً.
وبعد عشرين عاماً على عودتها إلى الدنمارك بدأت كارين في تدوين ما علق في الذاكرة من أحداث.

## الفرق بين الفيلم والرواية
هناك اختلافات عديدة بين الكتاب والفيلم، فالكتاب يتحدث عن أسراب الجراد التي أكلت الأخضر واليابس، كما يتحدث عن معارك بالأسلحة النارية في المنطقة، وفي أحد فصول الكتاب تتحدث كارين عن الجيش النازي، ولم يتضمن الفيلم أي شيء من هذا.
كذلك يتضمن الكتاب معلومات عن المزرعة التي كانت الكاتبة تملكها بالقول إن مساحتها تبلغ أربعة آلاف فدان (16 كلم مربع) وأن ثمانمائة عامل أفريقي كانوا يعملون فيها، وأنه يوجد فيها ثماني عشرة عربة تجرها الثيران. أما الفيلم فيظهر أن كارين كانت تملك كلباً واحداً.
ومن الاختلافات أيضاً بين القصة والفيلم أن القصة لا تأتي على ذكر تفاصيل العلاقة بين كارين ودينيس في حين أن الفيلم يغوص في التفاصيل، وفي القصة إشارة إلى أن دينيس ترك كينيا لمدة عامين حيث خدم في الجيش البريطاني المتمركز في مصر، وهذه أيضاً لم يأت ذكرها في الفيلم، اختلاف آخر بين الفيلم والقصة. فالطيار بريطاني الجنسية في القصة أما روبرت ريدفورد الذي قام بدوره فهو أميركي ومن المؤكد أن تحدثه باللكنة البريطانية سوف يحير المشاهدين، ومع ذلك فقد أتقن هذه اللهجة تماماً في الفترات الأولى من التصوير لكن المخرج طلب منه إعادة تسجيل صوته باللكنة الأميركية وتكملة التصوير بهذه اللكنة.

## روابط إضافية
- صفحة الفيلم على IMDb
- سلسلة مقالات أعظم قصص الحب في السينما، فضل سالم
- مقالة نقدية للفيلم بقلم روجر إيبرت
- موسيقى الفيلم على يوتيوب

## وصلات خارجية
- الخروج من إفريقيا على موقع IMDb (الإنجليزية)
- الخروج من إفريقيا على موقع الموسوعة البريطانية (الإنجليزية)
- الخروج من إفريقيا على موقع روتن توميتوز (الإنجليزية)
- الخروج من إفريقيا على موقع نتفليكس (الإنجليزية)
- الخروج من إفريقيا على موقع ألو سيني (الفرنسية)
- الخروج من إفريقيا على موقع Turner Classic Movies (الإنجليزية)
- الخروج من إفريقيا على موقع أول موفي (الإنجليزية)
- الخروج من إفريقيا على موقع بوكس أوفيس موجو (الإنجليزية)
- الخروج من إفريقيا على موقع فيلمافينيتي (الإسبانية)
- الخروج من إفريقيا على موقع قاعدة بيانات الأفلام السويدية (السويدية)

1. ↑  "The thinking behind Nairobi's  grand schools". www.nation.co.ke. مؤرشف من الأصل في 2018-07-29. اطلع عليه بتاريخ 2015-11-05.
2. ↑  "NY Times: Out of Africa". NY Times. مؤرشف من الأصل في 2013-05-18. اطلع عليه بتاريخ 2009-01-01.
3. ↑  Box Office Mojo (Out Of Africa) نسخة محفوظة 12 نوفمبر 2017 على موقع واي باك مشين.